# عمر السحيمي
عمر سلمان السحيمي الحربي لاعب كرة قدم سعودي و يلعب في مركز الوسط و يلعب حالياً مع نادي الجيل.

## مسيرة اللاعب
كانت بداياته مع نادي النصر و في عام 2012 وقع عقد احترافي مع نادي فيتوريا دي غيماريش البرتغالي بدون موافقه ناديه النصر كونه يلعب هاوياً مع النصر بدون عقد احترافي و لعب في البرتغال بعدها لنادي لوليتيانو لفترة و في مطلع عام 2016 وقع كلاعب هاوي مع نادي الفيصلي و أعاره الفيصلي إلى نادي الطائي مطلع عام 2018 و انتقل إلى نادي أبها مطلع عام 2019 و عاد إلى نادي الطائي في صيف 2019 و انتقل إلى نادي العين في صيف 2020 و وقع مع نادي الباطن في صيف 2022 ووقع مع نادي القيصومة في عام 2023 ووقع مع نادي الجيل في عام 2024.

## روابط خارجية
- عمر السحيمي على موقع Soccerway.com (الإنجليزية)
- عمر السحيمي على موقع كووورة